# Voldemārs Plade
Voldemārs Valdis Plade (* 24. Dezember 1900 in Riga; † 27. Januar 1961 in Deutschland) war ein lettischer Fußballnationalspieler.
Plade begann mit Fußballspielen in der Jugend des Verein Unions Riga. Von dort wechselte er 1921 zum SV Kaiserwald Riga, ein von Deutsch-Balten gegründeter Verein, wo er bis 1925 spielte. Danach ging er für zwei Saisons zum Riga FK. Von 1928 bis 1935 spielte er bei den Rigas Vanderer. In der Nationalmannschaft wurde er 1923 das erste Mal eingesetzt. Bis 1929 bestritt er 16 Länderspiele, wobei ihm 9 Länderspieltore gelangen. Nach Ende seiner Karriere trainierte er mehrere Vereine in Lettland.